# Бокейорда (резерват)
Государственный природный резерват «Бокейорда» (каз. «Бөкейорда» мемлекеттік табиғи резерваты) — особо охраняемая природная территория, расположенная в Бокейординском, Жанибекском, Казталовском и Жангалинском районах Западно-Казахстанской области Казахстана. Резерват является первой ООПТ со статусом юридического лица в ЗКО. Образован согласно Постановлению Правительства РК № 330 от 25 мая 2022 года. Постановление вступило в силу 1 июля 2022 года.
Резерват создан для охраны уральской популяции сайгака. Одновременно с резерватом был организован прилегающий к нему Ащиозекский заказник.